# Il Corsaro Nero (serie animata)
Il Corsaro Nero è una serie televisiva a disegni animati prodotta a cura di Mondo TV nel 1998, si compone di 26 episodi di 23 minuti l'uno ed è basata su Il Corsaro Nero, il primo romanzo di Emilio Salgari dedicato al ciclo de I corsari delle Antille.

## Trama
Ambientata nel XVIII secolo, la vicenda segue abbastanza fedelmente la storia originale del misterioso corsaro e della sua ciurma a bordo della nave "Folgore" attraverso il Mar dei Caraibi, in perpetua lotta contro gli spagnoli.

## Personaggi
Corsaro Nero
Il protagonista della serie.
Van Stiller e Carmaux

Honorata van Gould

Moko

Van Gould

Morgan

Leila

Trinchetto
Il pappagallo.
Rum
La scimmietta.

## Episodi
1. Emilio di Roccanera
2. Spedizione a Maracaibo
3. Il Corsaro Rosso
4. Senza via di scampo
5. Fuga da Maracaibo
6. La furia del Corsaro Nero
7. Un tributo alla vendetta
8. Honorata
9. Arrivo alla Tortuga
10. Verso Maracaibo
11. L'assalto
12. Sulle tracce di Van Gould
13. Le insidie della selva
14. La trappola
15. La rivelazione
16. Il tormento, il rimorso, la speranza
17. Yara
18. Una nuova alleata
19. L'inafferrable Van Gould
20. Attacco a Veracruz
21. Prigionieri
22. La resa dei conti
23. Il naufragio
24. La regina degli indiani
25. Il perdono
26. I signori di Ventimiglia